# 本派本願寺ハワイ別院
本派本願寺ハワイ別院（ほんぱほんがんじハワイべついん、英: Honpa Hongwanji Mission of Hawaii）は、アメリカ合衆国ハワイ州ホノルルにある仏教寺院。日本の浄土真宗本願寺派（西本願寺）に属し、ハワイ開教区の拠点寺院である。
浄土真宗本願寺派は「本派」と略称され、ハワイでは Honpa Hongwanji の教団名称で活動している。浄土真宗本願寺派は、ハワイ最大の仏教教派とされる。本項では、浄土真宗本願寺派ハワイ開教区についても説明する。

## 歴史

### 日本人移民と仏教
ハワイへの日本人移民は1868年（明治元年）に始まり、多くが砂糖プランテーションで過酷な労働に従事した。日本の仏教各宗派のハワイでの開教（布教）は、移民集団に僧侶が招かれる形で、あるいは移民たちのあとを追う形で始まっていった。
明治以後、東西本願寺はいずれも新天地への布教に熱心に取り組んだ。ハワイにおいて、本願寺派（西本願寺）の正式な開教は大谷派（東本願寺）に遅れたが、教勢では本願寺派が大谷派を圧倒することになった。これについては、本願寺の東西分裂以後に本願寺派が西日本を地盤としており、ハワイへの日本人移民は西日本の出身者が多かったこと（上位から広島県・山口県・沖縄県・熊本県・福岡県）が要因として挙げられる。有元正雄の指摘によれば、官約移民時代（1885年 - 1894年）の移民の96.2%は広島・山口・熊本・福岡の4県出身者であり、これらの地域はいずれも真宗の盛んな地域である（たとえば広島県西部の門徒は安芸門徒として知られる）。その後の期間（1899年 - 1923年）においても、前述4県出身者が全移民の49.5%を占める。

### 曜日蒼龍の開教活動
本願寺派の布教の先駆けとなったのが、1889年（明治21年）に単独で巡回布教を行った曜日蒼龍である。曜日はハワイで「大日本帝国本願寺派布哇伝道本院」の看板を掲げ、本山にも支援を求めた。曜日は、キリスト教がハワイで日本人への布教に習熟して日本に押し寄せるという危機意識をもっており、その強い意識を反映して実践的な布教方法を採ったが、方便として阿弥陀仏とキリスト教の神（ゴッド）を同一視する見解を示していたことが本山から猛批判を受け、曜日はハワイでの布教活動を断念せざるを得なかった。曜日の活動は波紋を残し、彼に続いてハワイでの本願寺派布教に乗り出す人々もいた。
日清戦争後、本願寺派を含めた日本仏教教団の海外布教の関心は、大日本帝国の進出方向とともに東アジアに注がれ、ハワイや北米在住の日本人移民の宗教的要望に応えることには必ずしも積極的ではなかった。しかし、ハワイで活動する宗教者の中には「本願寺派布教使」を自称する質の悪い者もいたようであり、本山も信用にかかわる事態として対策せざるを得なくなった。

### 正式な開教使の派遣
1897年（明治30年）、京都の本山は初代開教監督として里見法爾、開教使として宮本恵順をハワイに派遣した。
当時のハワイの日系移民（砂糖プランテーションの耕地労働者）社会は、ホスト社会の農場主や、日系社会の上層部たる移民会社・官憲（総領事館）などからの抑圧、思うように稼げない経済状況などからすさんだ状況にあったとされる（日本禁酒同盟#安藤太郎とハワイの禁酒会なども参照）。日本からキリスト教の布教も行われたが、ホスト社会に同調的な布教姿勢は、西洋式の生活様式に慣れない労働者には必ずしも受け入れられなかった。本願寺派は、異郷の地の「孤児」たる日本人移民に「慈父慈母の慰安」をもたらすことを使命に掲げ、抑圧され踏みにじられた平民（労働者）を「正客」（主対象）として「平民教」「平等教」であることを強調した。キリスト教を支持するホスト社会からの警戒に加え、キリスト教社会の論理を重視した日系社会上層部（総領事館）にも仏教軽視の姿勢が強いこともあり、布教には苦心があったという。
1899年（明治32年）、ハワイ本願寺（のちのホノルル別院）の本堂が落成した。

### 今村恵猛の活動
今村恵猛は1899年（明治32年）にハワイ開教使となり、翌1900年（明治33年）に開教監督となった。1906年（明治39年）にはハワイ別院の初代輪番（住職）に任命され、1932年（昭和7年）に死去するまでハワイでの伝道に務めた。今村は卓越したリーダーシップを発揮し、宗教者の枠を超えて日系社会の指導者として活動した。

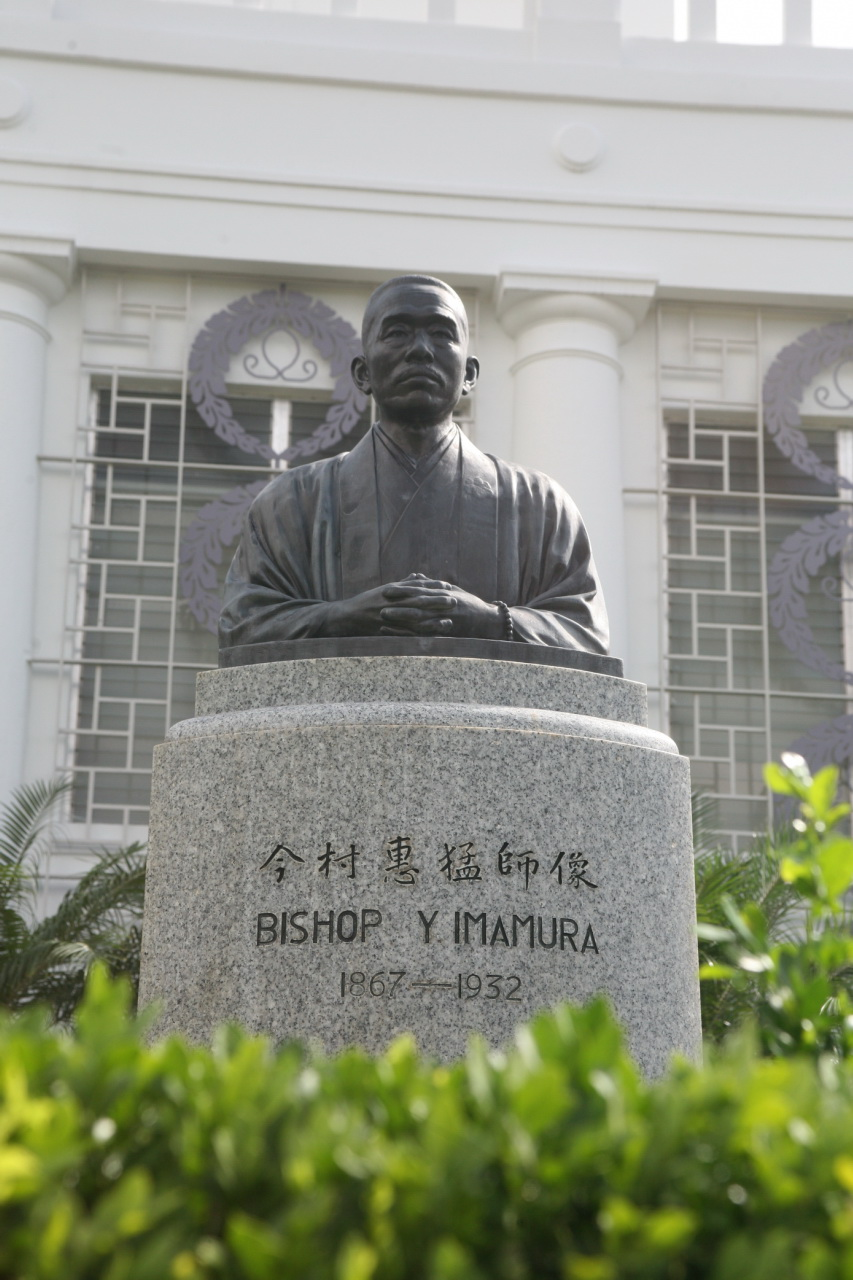
ハワイ別院にある今村恵猛の胸像

1899年12月、ハワイでペストが流行した際、今村は救済団体「共愛会」を組織した。また1900年には仏教青年会を創設し、若い一世を組織した。
1900年、ハワイがアメリカ合衆国に併合され、「契約移民」制度が廃止されたことで、移民たちも契約によって耕地に縛り付けられることはなくなった。こうした状況下、本願寺派は1902年に教育事業に着手して「二世」への日本的教育の需要に応えた。
1904年、オアフ島のワイパフ耕地で労働者の大規模なストライキが発生した際には、今村が宗教的立場から鎮静を行った。日本総領事館からの権威による訓告を拒否した日本人労働者たちが、拒絶されながらも足しげく耕地に通った今村の説得に耳を傾けた結果であり、本願寺派の布教が日本人労働者に受け入れられつつあったことを示すとともに、ホスト社会にも本願寺派の存在を知らしめることとなり、経営者側が労使協調維持のために寺院の建立の支援に回るようになるなど、布教の転換点ともなった。
ハワイ本願寺は1906年に別院への昇格が本山から認められ、1907年にはハワイ準州政府から宗教法人として認可された。
1908年に日米紳士協約が実施されたことを契機として、日系移民のハワイへの定住化が進む。今村はホスト社会の有識者への働きかけを行ってその支持を引き出すとともに、日本人社会での本願寺派のイメージ向上を図った。移民の「定住化」が進み、二世の中には日本語よりも英語を得意とする人々が現れる状況のもと、英語による布教活動を進めた。布教活動は「土着化」し、ホスト社会の言語や習慣を取り入れるとともに、ホスト社会の成員からも入信者があらわれるなど、「多国籍型」の宗教活動が展開されることとなった。
1920年初頭のオアフ島での大規模なストライキでは、仏教青年会が日本人労働者の結集軸の一つとなって増給要求を決議し、今村も含めた日本仏教・神道の宗教者もストライキを支持した。日系二世の通う学校運営を巡って、1910年代に本願寺派側は「アメリカ化」への改革を進めたが、ホスト社会側からはなお「非アメリカ的」な教育を行っていると見なされ、軋轢が生じた。第一次世界大戦後にアメリカで排日の風潮も強まる中、1923年には従来開教使のみで行われていた在ハワイ教団運営会議に信徒代表を含めるようになるなど、聖職者による教団指導から信徒中心の組織への移行という「アメリカ式の教団運営」も導入された。
今村は超宗派的な思考の持ち主であった。カリフォルニアでは本願寺派と大谷派が反目して日系社会を二分する事態を引き起こしたのと対照的に、ハワイにおいて両派は比較的良好な関係を結びえた。

### 移民からの視点
プランテーション労働者は人種ごとに「キャンプ」に収容された。他人種との接触は限られた一方、日本人キャンプでは日本の共同体のありようが比較的残りやすい状況にあった。ハワイ全島に222の日本人キャンプがあり、うち80のキャンプに日本仏教（本願寺派以外の宗派も含む）の寺院が造立された。
教団発行の教団史において、寺院の造立は本山主導の事業として説明されがちであるが、現地の日本人信者の協力なしには実現しえないものであった。移民からの視点では、本願寺派もふくめた日本の仏教教団の寺院や布教所は、自らがもともと信仰する宗派の施設というよりも、コミュニティの集会所などの性格を有するものであった。ハワイでは同郷の者が信者団体を構成するという強い傾向性があり、広島県人は浄土真宗へ、山口県人は浄土宗に結集する傾向にあった。また、当時の日本社会では沖縄県人が差別されることがあり、結果として沖縄県人が別個の寺院に結集するという事例（慈光園本願寺など）も見られた。

### 第二次世界大戦
1941年時点でハワイには本願寺派寺院は38寺（うち別院2）あった。日本軍の真珠湾攻撃によりアメリカと日本が開戦すると、ハワイの日系人社会は厳重な監視下に置かれ、宗教活動・文化活動は抑圧された。宗教関係者や日本語学校教師など日系社会の指導層は拘束され、本願寺派開教使48人が強制収容所に抑留された。戦中のハワイの本願寺派別院は、留守を預かった日系二世の開教使や教師らによって維持された。一方、戦時中には同派の寺院のいくつかが放火や不審火で焼失するなどの被害も受けた。

### 第二次世界大戦後
大戦後、27人の開教使がハワイに帰還し、教団復興が進められた。1946年には英語伝道講習会が開催され、また在ハワイ教団の機関誌の復刊なども行われた。開教使の代表である総長が選挙によって選出されることになったほか、在ハワイ教団の運営に信徒が選挙を通じて参画するようになった。1948年には教団付属学校が再開された。大戦戦没者の供養や、日本への救援物資の送付、日本との交流などの活動が行われている。1952年には本願寺派門主大谷光照がハワイを訪れ、全島巡教を行っている。
1976年、保険会社幹部のポール・ヤマナカは、日本の「人間国宝」のシステムをモデルとした「ハワイ人間州宝」 (Living Treasures of Hawaii) を創設するという提案を宣教司教の Yoshiaki Fujitaniに持ち込んだ。この賞の目的は、特定の分野で卓越性と高い水準の達成水準を示し、より友愛的な社会に向けて人類に多大な貢献をした人物を表彰することである 。誰もが個人を賞に推薦することができ、これまでに100名を超えるコミュニティ・メンバーが表彰されてきた。

## 浄土真宗本願寺派ハワイ開教区
浄土真宗本願寺派ハワイ開教区の本部はホノルルにある。ハワイ開教区は、米国本土の浄土真宗寺院の統括組織である米国仏教団（浄土真宗本願寺派北米開教区）とは別に運営されている。
浄土真宗本願寺派国際センターによれば、ハワイ諸島には全部で31の寺院（うち2つは別院）がある。これらの寺院の多くは、かつての砂糖プランテーションの日本人居住地ごとに建てられ、小規模な門徒に奉仕している。2007年の記事によれば、約8000人の会員がいるというが、同時に門徒の高齢化や減少についても触れている。
以下の表は、浄土真宗本願寺派国際センターのウェブサイトに示された拠点の一覧および、各寺院のウェブサイトの情報を基本とする。

### 寺院

#### オアフ島
| 名称                                                    | 所在地       | 説明 |  |
| ------------------------------------------------------- | ------------ | --- |  |
| Honpa Hongwanji Hawaii Betsuin （本派本願寺ハワイ別院） | ホノルル     | |  |
| Aiea Hongwanji Mission （アイエア本願寺）               | Aiea         | 1902年設立。 |  |
| Ewa Hongwanji Mission （エヴァ本願寺）                  | Ewa          | 1901年設立 |  |
| Jikoen Hongwanji Mission （慈光園本願寺）               | ホノルル     | 1938年設立。井上順孝『海を渡った日本宗教』（1985年）によれば、沖縄県にルーツを持つ信者が95％を占めるという。これについては、戦前の日系人社会の中で沖縄県出身者が差別されていたという背景があり、沖縄県出身者のよりどころとして新たな寺院が設立されたことによる。 |  |
| Windward Buddhist Temple （ウィンドワード仏教寺）       | カイルア     | 1968年、カイルアの現在地に"Kailua Hongwanji Mission"（カイルア本願寺）として設立。2012年に再建に着手し2014年に完成。2019年、オアフ島のウィンドワード（東岸地域）での広範な役割を担うことを示す現名称に改める。                                                   |  |
| Mililani Hongwanji Mission （ミリラニ本願寺）           | Mililani     | 1977年設立 |  |
| Moʻiliʻili Hongwanji Mission （モイリイリ本願寺）       | ホノルル     | 1906年設立 |  |
| Pearl City Hongwanji Mission （パールシティ本願寺）     | パールシティ | 1905年設立 |  |
| Wahiawa Hongwanji Mission （ワヒアワ本願寺）            | ワヒアワ     | 1908年設立 |  |
| Waialua Hongwanji Mission （ワイアルア本願寺）          | Waialua      | |  |
| Waianae Hongwanji Mission （ワイアナエ本願寺）          | Waianae      | |  |
| Waipahu Hongwanji Mission （ワイパフ本願寺）            | ワイパフ     | |  |

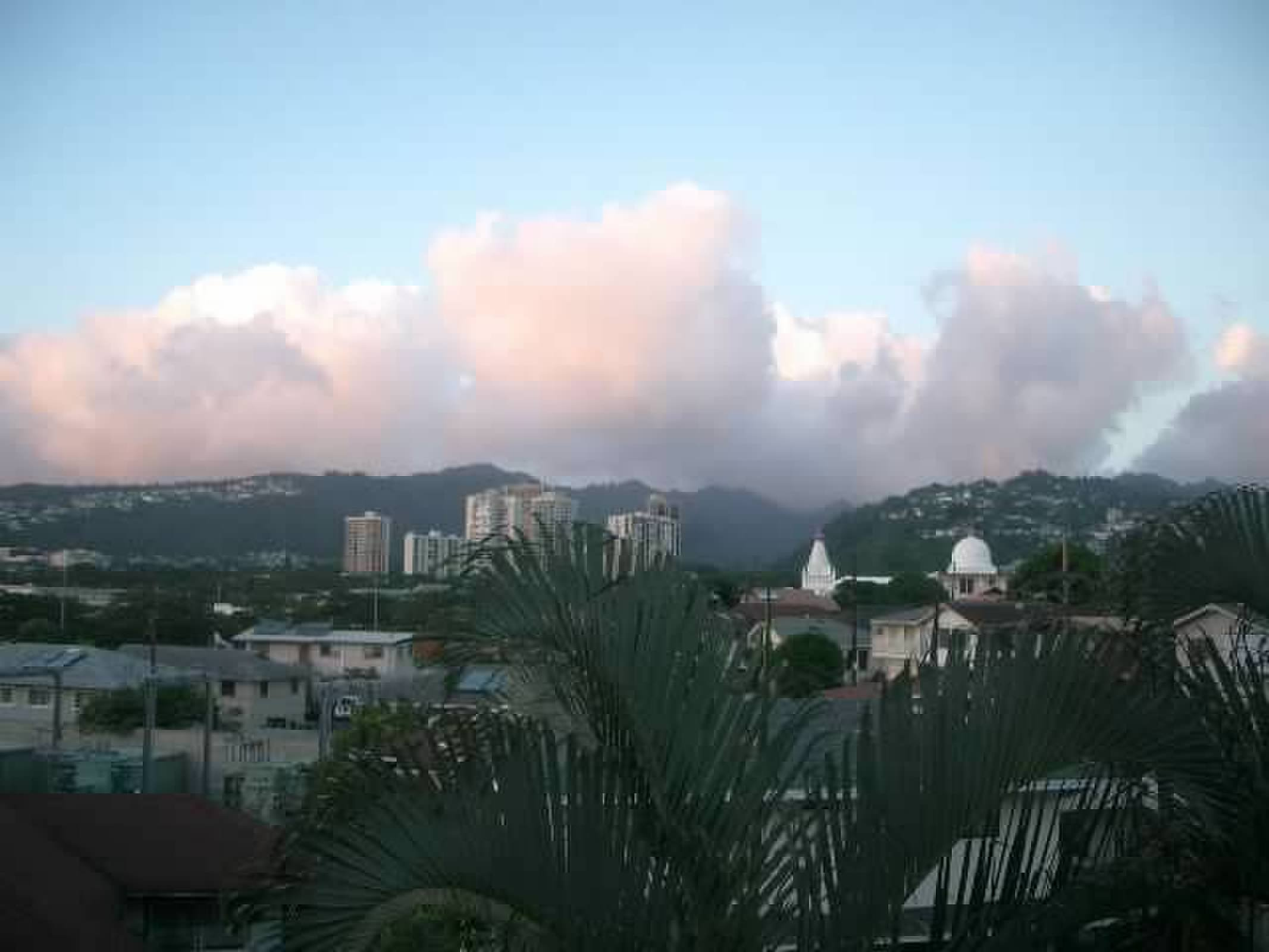
ハワイ別院（中央右）がたたずむオアフ島の風景

#### ハワイ島

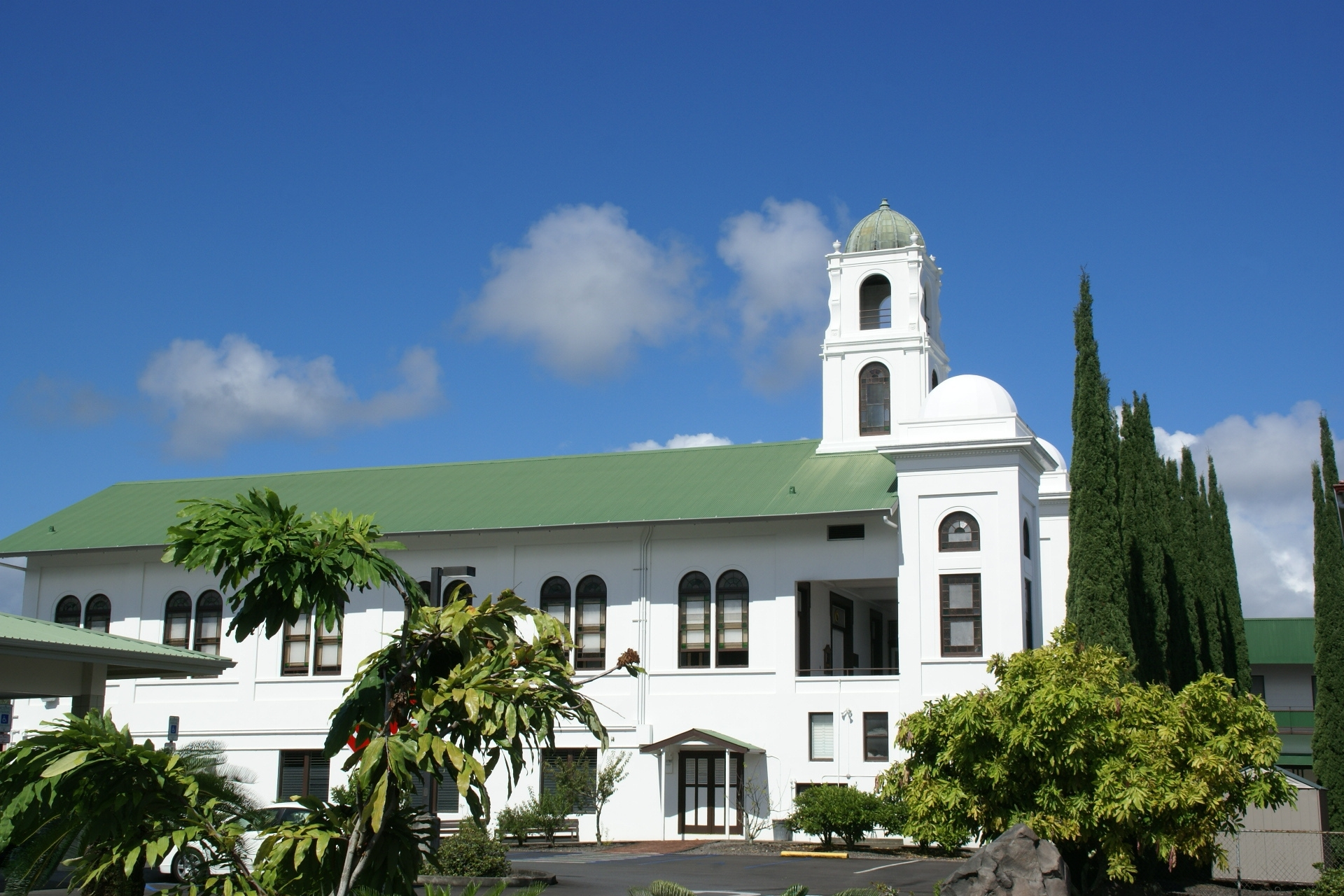
本派本願寺ヒロ別院

| 名称                                                | 所在地                | 説明 |  |
| --------------------------------------------------- | --------------------- | --- |  |
| Honpa Hongwanji Hilo Betsuin （本派本願寺ヒロ別院） | ヒロ                  | |  |
| Honohina Hongwanji Mission （ホノヒナ本願寺）       | Ninole                | |  |
| Honokaa Hongwanji Mission （ホノカア本願寺）        | ホノカア              | |  |
| Honomu Hongwanji Mission （ホノム本願寺）           | Honomu                | |  |
| Kamuela Hongwanji Mission （カムエラ本願寺）        | ワイメア （カムエラ） | ウェブサイトは Kohala Hongwanji Mission と合わせて運用されている。                                         |  |
| Kohala Hongwanji Mission                            | カパアウ              | |  |
| Kona Hongwanji Mission （コナ本願寺）               | Kealakekua            | 1897年、コナ地域に最初の寺院が設立。1901年、現在地のKealakekuaに寺院建築用の土地が取得され、1907年に奉献。 |  |
| Naalehu Hongwanji Mission （ナアレフ本願寺）        | ナアレフ              | ウェブサイトはプナ本願寺とともに運用されている。                                                           |  |
| Paauilo Hongwanji Mission                           | Paauilo               | |  |
| Pahala Hongwanji Mission （パハラ本願寺）           | パハラ                | ウェブサイトはプナ本願寺とともに運用されている。                                                           |  |
| Papaaloa Hongwanji Mission                          | Papaaloa              | |  |
| Papaikou Hongwanji Mission                          | Papaikou              | |  |
| Puna Hongwanji Mission （プナ本願寺）               | ケアアウ              | 1902年、Olaa Hongwanji として設立。1938年により大きな寺院が建立される。1957年、プナ本願寺に改称。          |  |

- 本派本願寺ヒロ別院

#### マウイ島・ラナイ島
| 名称                                         | 所在地         | 説明                                                                    |  |
| -------------------------------------------- | -------------- | ----------------------------------------------------------------------- |  |
| Kahului Hongwanji Mission （カフルイ本願寺） | カフルイ       |                                                                         |  |
| Lahaina Hongwanji Mission （ラハイナ本願寺） | ラハイナ       | 1904年設立、1911年に現在地に移転。2023年の大火により焼失                |  |
| Makawao Hongwanji Mission （マカワオ本願寺） | Makawao        | 1972年設立。前身は1907年設立の Paia Hongwanji Mission（パイア本願寺）。 |  |
| Wailuku Hongwanji Mission （ワイルク本願寺） | ワイルク       |                                                                         |  |
| Lanai Hongwanji Mission （ラナイ本願寺）     | ラナイ・シティ |                                                                         |  |

#### カウアイ島

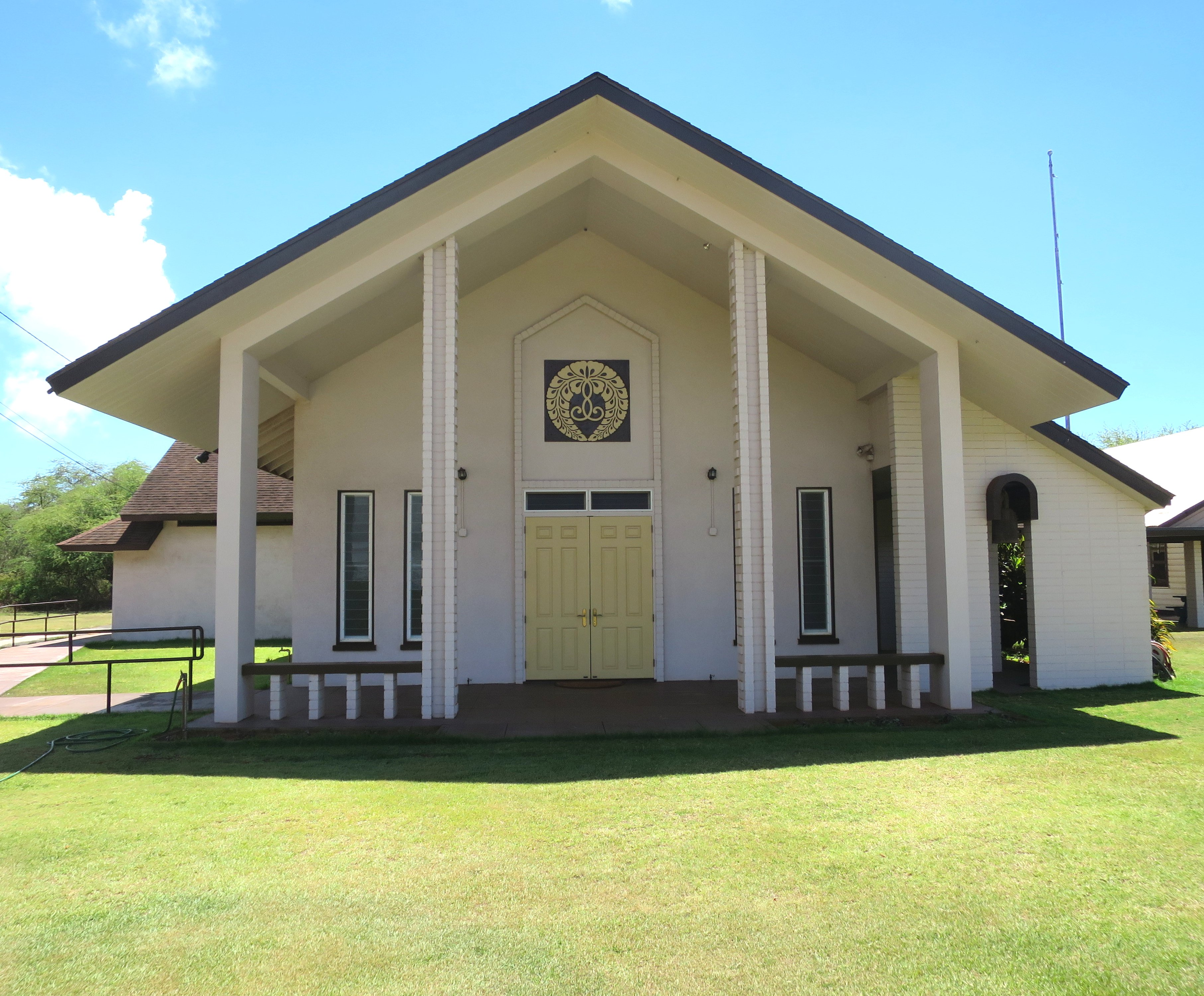
ハナペペ本願寺
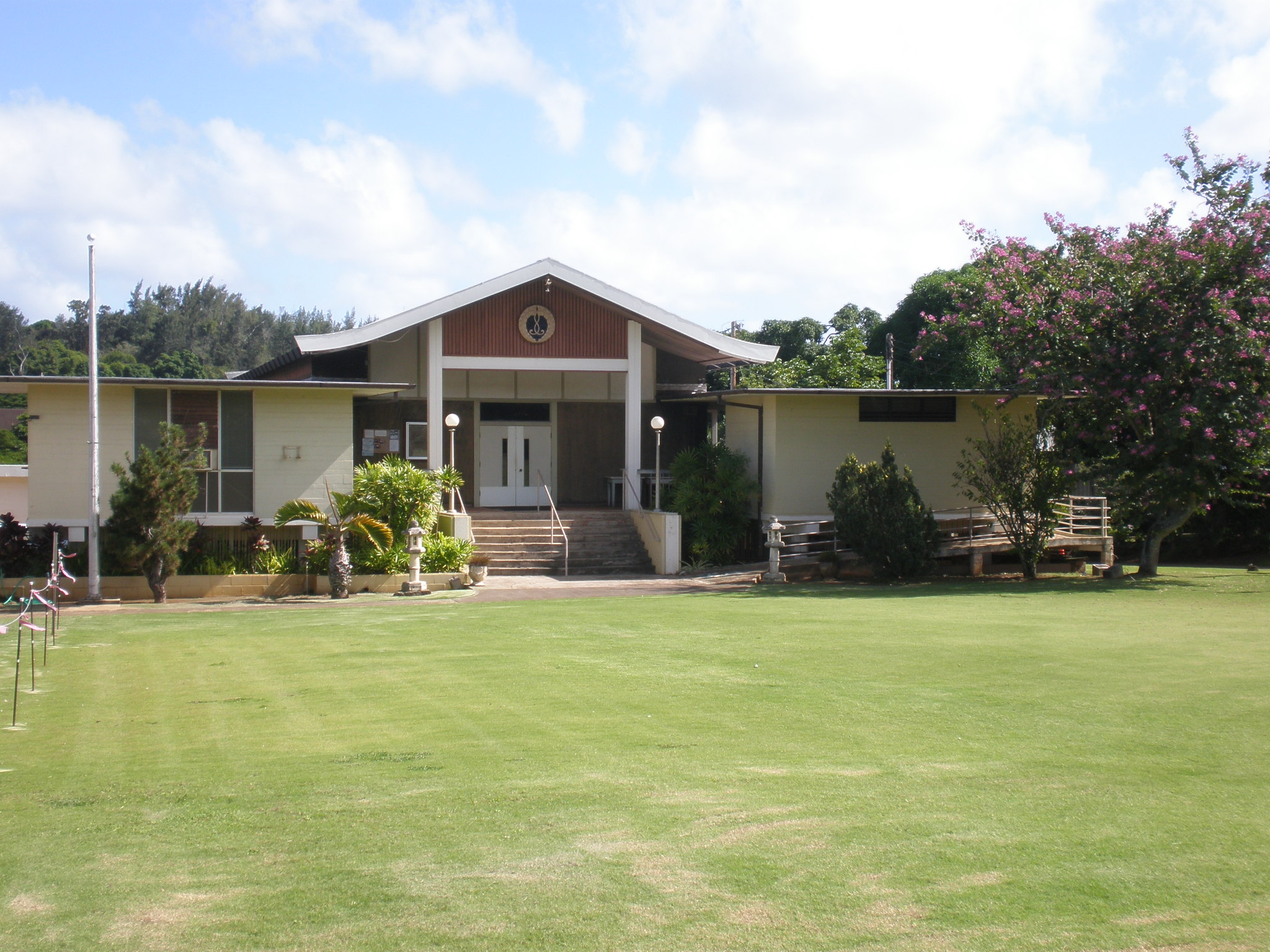
リフエ本願寺

| 名称                                              | 所在地   | 説明 |  |
| ------------------------------------------------- | -------- | --- |  |
| West Kauai Hongwanji Mission （西カウアイ本願寺） | Hanapepe | 1997年、高齢化と人口減少にともなう措置として、カウアイ島西部のハナペペ、ワイメア、コロアの各寺院を統合して設立。公式サイトには Main temple in Hanapepe として所在地を示す。 前身の一つは1909年設立の Hanapepe Hongwanji Mission （ハナペペ本願寺）。 |  |
| West Kauai Hongwanji Mission (Waimea Temple)      | ワイメア | 西カウアイ本願寺サイトに"Waimea Temple"として記載。前身は1910年設立の Waimea Hongwanji Mission（ワイメア西本願寺）。 |  |
| Kealia Hongwanji Mission （ケアリア本願寺）       | Kealia   | 1974年に閉鎖され、門徒はカパア本願寺に移る。 |  |
| Kapaa Hongwanji Mission （カパア本願寺）          | Kapaa    | 1910年にケアリア本願寺の布教所として設立され、1922年に独立した寺院として設立される。1929年に焼失するが、1938年に再建。 |  |
| Lihue Hongwanji Mission （リフエ本願寺）          | リフエ   | |  |
| Koloa Hongwanji Mission （コロア本願寺）          | コロア   | 1910年設立。1994年焼失。2010年に廃寺となり、西カウアイ本願寺に統合。 |  |

- ハナペペ本願寺
- リフエ本願寺

### 付属機関
- Pacific Buddhist Academy（パシフィック・ブディスト・アカデミー[6]） - ホノルル
- Hongwanji Mission School（本願寺ミッションスクール[6]） - ホノルル
- Buddhist Study Center（仏教研究所[6]） - ホノルル